# Eccrita major
Eccrita major là một loài bướm đêm trong họ Erebidae.